# 1337

## Události
- konec ledna – Jan Lucemburský se vydává na krátkou a neúspěšnou křížovou výpravu do Litvy
- 2. listopadu – lincolnský biskup Henry Burghersh vyhlašuje v Paříži jménem anglického krále Francii válku. Tím začíná stoletá válka.
- Filip VI. Valois konfiskuje Angličanům Akvitánii.
- Rod Scaligeri ztratil vládu nad Padovou; Alberto della Scala, mecenáš hudebního umění trecenta, se stěhuje do Verony.
- Francesco Petrarca poprvé navštívil Řím, aby si prohlédl jeho tajupné zříceniny a posoudil je svým smyslem nejen pro estetiku, ale i pro historii, obnovuje tím zájem o klasickou civilizaci.
- V Bulharsku byl vyroben Sofijský žaltář.
- Skončil hladomor v Číně, jenž trval od roku 1333 a způsobil smrt šesti milionů lidí.
- kacířství odhaleno v Praze a Hradci Králové

### Probíhající události
- 1337–1453 – Stoletá válka

## Narození
- 4. února – Ludvík II. Bourbonský, vévoda bourbonský († 10. srpna 1410)
- 15. února – Václav Český, vévoda lucemburský a brabantský († 8. prosince 1383)
- 17. března – Teng Jü, čínský generál († 9. prosince 1377)
- ? – Čong Mong-džu, básník a diplomat korejského státu Goryeo († 1392)
- ? – Václav I. Saský, vévoda sasko-wittenberský a kurfiřt saský († 15. května 1388)
- ? – Ludvík Sicilský, sicilský král († 16. října 1355)
- ? – Robert III. Skotský, král Skotska († 4. dubna 1406)

## Úmrtí
- 8. ledna – Giotto di Bondone, italský malíř, zakladatel florentské malířské školy
- 7. června – Vilém III. Holandský, hrabě holandský a zeelandský a henegavský (* okolo 1286)
- 25. června – Fridrich II. Sicilský, sicilský král (* cca 1272)
- Mansa Musa, panovník říše Mali (* ?)
- Markéta Lucemburská, abatyše kláštera Marienthal

## Hlavy státu
- České království – Jan Lucemburský
- Moravské markrabství – Karel IV.
- Svatá říše římská – Ludvík IV. Bavor
- Papež – Benedikt XII.
- Švédské království – Magnus II. Eriksson
- Norské království – Magnus VII. Eriksson
- Dánské království – bezvládí
- Anglické království – Eduard III.
- Francouzské království – Filip VI. Valois
- Aragonské království – Pedro IV.
- Kastilské království – Alfons XI. Spravedlivý
- Portugalské království – Alfons IV. Statečný
- Polské království – Kazimír III. Veliký
- Uherské království – Karel I. Robert
- Byzantská říše – Andronikos III. Palaiologos